# EMYRADIO
EMYRADIO fut une des premières sociétés françaises à vendre des postes de télévisions, son créateur est René Barthélemy. Elle était installée au 19-21 rue de l'Ancienne-Comédie, Paris 6e, actuellement cette adresse correspond au 198, boulevard Saint-Germain, Paris 7e.

## Modèles commercialisés
- Oscillographe cathodique à 180 lignes (1937)
- Modèle 95 Emyvisior à 180 lignes (25 images par seconde) (1936)
- Modèle  965 Emyvisior à 180 lignes (1936)
- Modèle 6 pouces à 455 lignes (1939)
- Modèle 12 pouces à 455 lignes (1939)
- Modèle 14 pouces à 455 lignes (1939)